# 貞観儀式
貞観儀式（じょうがんぎしき）は、平安時代前期の貞観年間に編纂されたとされる儀式（儀式書）。ただし、現存書の書名は全て『儀式』（ぎしき）となっており、これを正しい書名とする見解もある。全10巻。

## 概要

### 書名
『政事要略』においては、『儀式 貞観』という引用句があり、続いて『本朝法家文書目録』には『貞観儀式』10巻と記されている。中世・近世を通じて『儀式』と称される10巻本があり、江戸時代中期に荷田春満がその内容から三代儀式の1つである『貞観儀式』であると比定して以後これが通説化されており、所功らがこれを支持している。その一方で、平安時代中期の著作である『政事要略』が書名を『貞観儀式』とせずに『儀式 貞観』としているのは、当初からこの書名は『儀式』と称されており、『政事要略』は単に脚注として編纂年代である元号の「貞観」を付記したに過ぎないこと、『本朝法家文書目録』は今日では存在が疑問視されている三代儀式の存在を前提に書いており、実際には存在しなかった弘仁儀式を掲げるなど正確性に疑問があるとして、正式な書名は『儀式』であるとする森田悌らの説も存在する。

### 編纂年代
その編纂年代については、貞観14年12月13日に決定された荷前山陵の改定が反映されていることから、貞観15年（873年）以後、同19年（877年、この年に「元慶」と改元される）のうちに編纂されたと考えられている。なお、一部には現存本『儀式』の中に昌泰年間に統合された兵庫寮の名称が見られることなど、昌泰・延喜年間に初出する語句が登場することから、石塚一石は延喜13年8月29日宣旨を『貞観儀式』の草稿を正式な儀式として編纂することを命じたものとする説を出している。これを採用すれば、現存の『儀式』が実は『延喜儀式』であった可能性も浮上するが、同宣旨を『延喜式』編纂に関する宣旨とする説が通説であり、また前述の荷前山陵のような大きな変動の余地のある項目がそのままにされていることから、延喜年間に細かい語句の修正が行われた可能性があるものの、現存の『儀式』の原本は貞観年間に編纂された儀式（書）であるとするのが通説である。

### 内容
現存の『儀式』（『貞観儀式』）は、全10巻77篇目から構成されており、第一から第五までは、「祈念祭儀」「践祚大嘗祭儀」「天皇即位儀」など、主要な恒例祭儀と代始諸儀に充てられており、特に巻二から巻四までを充てた「践祚大嘗祭儀」は践祚・大嘗祭儀式の典拠として重要視されている。巻六から巻八までは、「元正受朝賀儀」「正月七日儀」「五月五日節儀」などの毎年の年中行事について記されている。巻九・巻十では「飛駅儀」など政務に付随して行われる行事や、臨時儀式についてが記されている。